# 克里什河畔瓦杜鄉
46°59′N 22°31′E / 46.983°N 22.517°E
克里什河畔瓦杜鄉（羅馬尼亞語：Comuna Vadu Crișului, Bihor），是羅馬尼亞的鄉份，位於該國西北部，由比霍爾縣負責管轄，面積75平方公里，海拔高度418米，2007年人口4,276，人口密度每平方公里57人。